# Guerra social (357-355 a. C.)
La guerra social, también conocida como guerra de los Aliados, tuvo lugar desde 357 a. C. hasta 355 a. C. entre Atenas contra Quíos, Rodas, Cos y Bizancio. Las tres primeras, hasta ese momento, habían sido aliados de Atenas en la Segunda Liga ateniense.

## Orígenes
Provocada por el aumento del poder de Atenas sobre la Segunda Liga ateniense, Quíos, Rodas y Cos derrocaron sus gobiernos democráticos y abandonaron la Liga, auxiliados por Bizancio. Los generales atenienses Cares y Cabrias fueron los encargados de dirigir la flota ateniense.

## Guerra
Durante el verano de 357 a. C., la flota de Cabrias fue derrotada y él muerto en el ataque a la isla de Quíos. Cares fue entonces el que se hizo con el total control sobre la flota ateniense y se retiró al Helesponto para iniciar operaciones contra Bizancio. Los generales Timoteo, Ifícrates y el hijo de éste, Menestos fueron enviados a ayudarle durante la batalla naval que se preveía contra la flota del enemigo. Timoteo e Ifícrates rechazaron entablar batalla debido a un vendaval, pero Cares sí lo hizo y perdió casi todos sus barcos. Timoteo e Ifícrates fueron acusados y sometidos a juicio, pero sin embargo, sólo Timoteo fue condenado a pagar una multa y escapó.
En 356 a. C., los aliados rebelados devastaron las islas leales a Atenas de Lemnos e Imbros, pero solo pudieron someter a asedio a Samos, pues estaba defendida por clerucos. Cares dirigió a la flota ateniense a la batalla de Embata y definitivamente perdió.

## La interferencia de Filipo II
Filipo II de Macedonia, padre de Alejandro Magno, usó esta guerra como una oportunidad para satisfacer los intereses del imperio macedonio en la región del Egeo. En 357 a. C., Filipo tomó Anfípolis, un almacén de oro y plata de las minas del monte Pangeo y sus inmediaciones, así como madera, asegurando el futuro económico y político de Macedonia. Secretamente ofreció Anfípolis a Atenas a cambio de Pidna pero cuando accedieron, ambos Pidna y Potidea habían sido ocupadas en invierno; Anfípolis no se había rendido aún.
La ciudad que lideraba la Liga Calcídica, Olinto, había sido aliada de Filipo hasta que tuvo miedo de su creciente poder. Pese a varios intentos por parte de Filipo de mantener la alianza intacta, que incluían ofrecer la ciudad de Potidea, Olinto se alió con Atenas. En 349 a. C., Filipo asedió y arrasó la ciudad hasta los cimientos y sometió las otras ciudades de la Confederación.

## Interferencia persa y final de la guerra
Cares necesitaba dinero para el esfuerzo de la guerra pero se resistía a pedirlo a Atenas, así, en parte incitado por sus mercenarios, entró al servicio de un sátrapa rebelde, Artabazo. Los atenienses en un primer momento aprobaron esta colaboración, pero después ordenaron abandonarla porque el rey persa Artajerjes III se había quejado y tenían miedo del apoyo persa a los confederados rebeldes.
Aparte de esto, como resultado del aumento de las operaciones atenienses cerca del Imperio persa, en 356 a. C. Persia pidió a Atenas que abandonara Asia Menor bajo amenaza de guerra. En 355 a. C. Atenas, al no estar preparada para otra guerra, accedió y se retiró reconociendo la independencia de los aliados confederados.